# Didrik Solli-Tangen
Didrik Solli-Tangen (Porsgrunn, 11 giugno 1987) è un cantante norvegese.
Ha partecipato all'Eurovision Song Contest 2010 come rappresentante della Norvegia presentando il brano My Heart Is Yours.
Si laureò all'accademia musicale Barratt Due di Oslo nel 2010, con il massimo dei voti.

## Discografia
Album
- 2010 - Guilty Pleasures
- 2013 - The Journey